# Willys Aero
Willys Aero — серия компактных легковых автомобилей, выпускавшаяся Willys-Overland и позднее Kaiser-Willys Corporation с 1952 по 1955 год, а также в Сан-Паулу, Бразилия с 1960 по 1971 год.

## История
Aero является детищем Клайда Патона (Clyde Paton), бывшего инженера Packard Motor Car Company. Модификации Eagle и Lark были построены в 1952—1954 годах. Модель Wing выпускалась только в 1952 году, Falcon — в 1953 и очень небольшое количество такси — в 1953 и 1954 годах. Ace — единственная модель, выпускавшаяся в США без перерыва с 1952 по 1955 год. В 1955 году введены новые модели — 2 и 4-дверные седаны Ace (вскоре переименованные в Custom) и 2-дверный хардтоп Bermuda. В этом же году производство данной модели в США завершается, после того, как Генри Дж. Кайзер принял решение отказаться от выпуска легковых автомобилей Kaiser и Willys Aero и сконцентрироваться на производстве Jeep. В Толидо всего выпущено 91377 автомобилей Aero.
В 1960—1971 годах производство моделей Aero, 2600, Itamaraty и Executivo осуществлялось в Бразилии. (Willys Aero продавался дилерам Ford do Brasil до прекращения производства, когда его сменил американский Ford Maverick). В Бразилии построено 116,967 машин.
Американские модели, построенные в Толидо, оснащались четырьмя двигателями: четырёхцилиндровым Hurricane объёмом 2196 см³ с нижними выпускными и верхними впускными клапанами, шестицилиндровым нижнеклапанным Lightning объёмом 2638 см³, шестицилиндровым Hurricane объёмом 2638 см³ с таким же расположением клапанов, как и у четырёхцилиндрового; а после слияния Kaiser и Willys был введён нижнеклапанный шестицилиндровый мотор Super Hurricane объёмом 3703 см³, выпусквшийся фирмой Continental. 4-цилиндровые двигатели устанавливались только на Aero Lark и предназначались только на экспорт.
В 1952 году индексы Eagle, Wing и Ace присваивались машинам с 6-цилиндровыми двигателями F-head Hurricane, а Aero-Lark — с 6-цилиндровыми двигателями Lightning. Все автомобили этого года имели разделённое перемычкой ветровое стекло. Eagle и Ace имели панорамное заднее стекло, разделённое на три части, в то время, как Wing имел обычное изогнутое заднее стекло меньшего размера.
Самый дешёвый вариант автомобиля стоил $1713, — в то время, как полноразмерный Chevrolet того же года предлагался от $1614, при существенно больших размерах и более высоком уровне отделки. Именно в высокой для их размера и уровня отделки цене, обусловленной сравнительно небольшими объёмами производства, и крылась причина провала большинства проектов американских «компактных» автомобилей в 50-х годах. Для того, чтобы снизить себестоимость производства, было нужно выпускать больше машин, но сравнительно небольшие производители не могли себе этого позволить. Разорвать этот «порочный круг» удалось лишь когда за выпуск «компактов» в начале 60-х взялась Большая детройтская тройка. Единственным исключением из этого правила был Rambler, имевший в 50-х годах немалый успех — но он предлагал свои компактные модели только в виде имевших хотя и небольшой, но постоянный круг покупателей отлично оборудованных кабриолета и двухдверного хардтопа, главным образом предназначенных на роль «автомобиля для жён», даже не пытаясь конкурировать с крупными фирмами в производстве «народных» автомобилей.
Первый год для «Аэро» был сравнительно удачен, как это обычно и бывало с новыми автомобилями в те годы, — было продано около 30 тысяч машин. Однако очень скоро продажи упали до разочаровывающе низкого уровня. Не способствовало продажам небольшого, но сравнительно дорогого автомобиля и то, что в 1953-54 годах Ford и Chevrolet начали свою знаменитую «ценовую войну»: Ford решительно собрался отбить у конкурента первое место по продажам, начав отгружать дилерам огромное количество не заказанных ими автомобилей и вынуждая их предоставлять покупателям всё большие и большие скидки, иногда даже продавая автомобиль в убыток себе; Chevrolet не отставал. В результате трудно было найти менее удачное время для премьеры такого автомобиля, как Aero.
В 1953 году Wing был заменён на Aero-Falcon с 6-цилиндровым мотором Lightning. Все модели выпускались с кузовами 2 и 4-дверный седан, за исключением Eagle, имевшего кузов 2-дверный хардтоп. Ace и Eagle получили цельные ветровые стёкла; Lark и Falcon сохранили прежние разделённые. Задние стёкла также остались прежними. На экспорт Lark предлагались в 4-цилиндровыми F-head моторами. В августе 1953 года Ace и Eagle получили автоматическую коробку передач Hydramatic производства GM.
В 1954 году в модельном ряду оставались Lark, Ace и Eagle. Некоторые из них получили двигатель Super-Hurricane. Все без исключения модели получили одинаковые цельные стёкла и новые приборные панели, а также новые задние фонари и бамперы. Изменилось расположение номерного знака.
В 1955 году модели подвергаются рестайлингу — новые радиаторные решётки, задние фонари, замки крышки багажника, бамперы и боковые молдинги. Наиболее распространённым двигателем становится Super-Hurricane как наиболее мощный, стала доступна автоматическая трансмиссия HydraMatic (производства GM). Тем не менее, продажи едва-едва достигли 5 тысяч экземпляров.
Бразильские модели имели только шестицилиндровый двигатель Hurricane со смешанным расположением клапанов, объёмом 2638 см³ и мощностью 90, 110 и 132 л. с.